# Rhynchosia pallida
Rhynchosia pallida är en ärtväxtart som beskrevs av Marc Micheli. Rhynchosia pallida ingår i släktet Rhynchosia och familjen ärtväxter.

## Underarter
Arten delas in i följande underarter:
- R. p. boliviana
- R. p. pallida